# Dungeons & Dragons Companion Set
Dungeons & Dragons Companion Set es una caja de expansión para el juego de rol de fantasía Dungeons & Dragons (D&D). Se publicó por primera vez en 1984 como una expansión del Dungeons & Dragons Basic Set.

## Historial de publicaciones
Dungeons & Dragons Basic Set fue revisado en 1983 por Frank Mentzer comercializado entonces como Dungeons & Dragons Set 1: Basic Rules. Entre 1983 y 1985, Mentzer revisó y amplió este sistema como una serie de cinco sets en caja, incluyendo las Reglas Básicas, Reglas de Expertos (brindando soporte para personajes de niveles 4 a 14), Reglas Complementarias (brindando soporte para niveles 15 a 25), Reglas Maestras (brindando soporte para niveles 26 a 36),  y Reglas Inmortales (brindando soporte para Inmortales - personajes que habían trascendido la necesidad de niveles). El set de Companion Rules fue escrito por Mentzer, con ilustraciones de Larry Elmore y Jeff Easley. Fue publicado por TSR en 1984 como una caja que contenía un libro de 64 páginas y un libro de 32 páginas. El set contiene dos folletos: Player's Companion: Book One y Dungeon Master's Companion: Book Two, que fueron editados por Anne Gray.
El set de cajas 10th Anniversary Dungeons & Dragons Collector's Set, publicado por TSR en 1984, incluía los libros de reglas de los sets Basic, Expert y Companion; los módulos AC2, AC3, B1, B2 y M1, Blizzard Pass; hojas de registro de personajes del jugador; y dados. Este set estuvo limitado a 1000 copias y se vendió por correo y en GenCon 17.: 147 

## Contenido
El folleto Player's Companion brinda cobertura acerca de la información sobre los niveles de personaje de nivel 15-25. El libro comienza con un comentario sobre los cambios desde que un personaje comenzó como aventurero en el nivel uno. Introduce armas nuevas, tipos de armaduras y reglas de combate sin armas, además de brindar detalles sobre el funcionamiento de una fortaleza y sus costos recurrentes, como los salarios del personal del castillo. El folleto Player's Companion detalla las nuevas habilidades y los aumentos en habilidades, hechizos y otras habilidades que se acumulan en los miembros de cada clase de personaje a medida que suben de nivel. Esta sección se concentra por completo en los personajes humanos, tratando a los enanos, elfos y halflings por separado. Se introduce el concepto de "rango de ataque" para las tres clases de semihumanos; aunque, según las reglas del conjunto de expertos, tienen un límite máximo específico, la acumulación adicional de puntos de experiencia aumenta sus habilidades de combate. También introduce la clase de personaje opcional de druida, presentada como una progresión especial para los clérigos de alineamiento neutral.
El folleto Dungeon Master's Companion comienza con pautas generales sobre cómo llevar a cabo una campaña y planificar aventuras para personajes de nivel 15 y superior. La introducción también construye un sistema feudal para proporcionar una base para los dominios, que serán otorgados o conquistados por los personajes jugadores. Esta sección termina con notas sobre la organización y funcionamiento de los torneos. La siguiente sección, "La máquina de guerra", fue diseñada por Douglas Niles y Gary Spiegel como un método para hacer frente a batallas a gran escala, especialmente aquellas en el trasfondo de la campaña. Este libro cubre la ejecución de campañas de alto nivel, incluido el combate masivo, otros mundos y planos, y nuevos monstruos y tesoros. También contiene tres mini-escenarios.

## Recepción
Companion Set fue reseñado por Megan C. Robertson en el número 61 de la revista White Dwarf (enero de 1985), calificándolo con un 7 sobre 10 en general. Robertson señaló que la mayoría de los personajes que alcanzan el nivel 15 en el juego básico de D&D deberían pensar en establecerse y retirarse y sintió que el D&D Companion Set proporciona: "algunas ideas para que esto sea un poco más interesante que la simple jubilación".